# Museumspädagogik

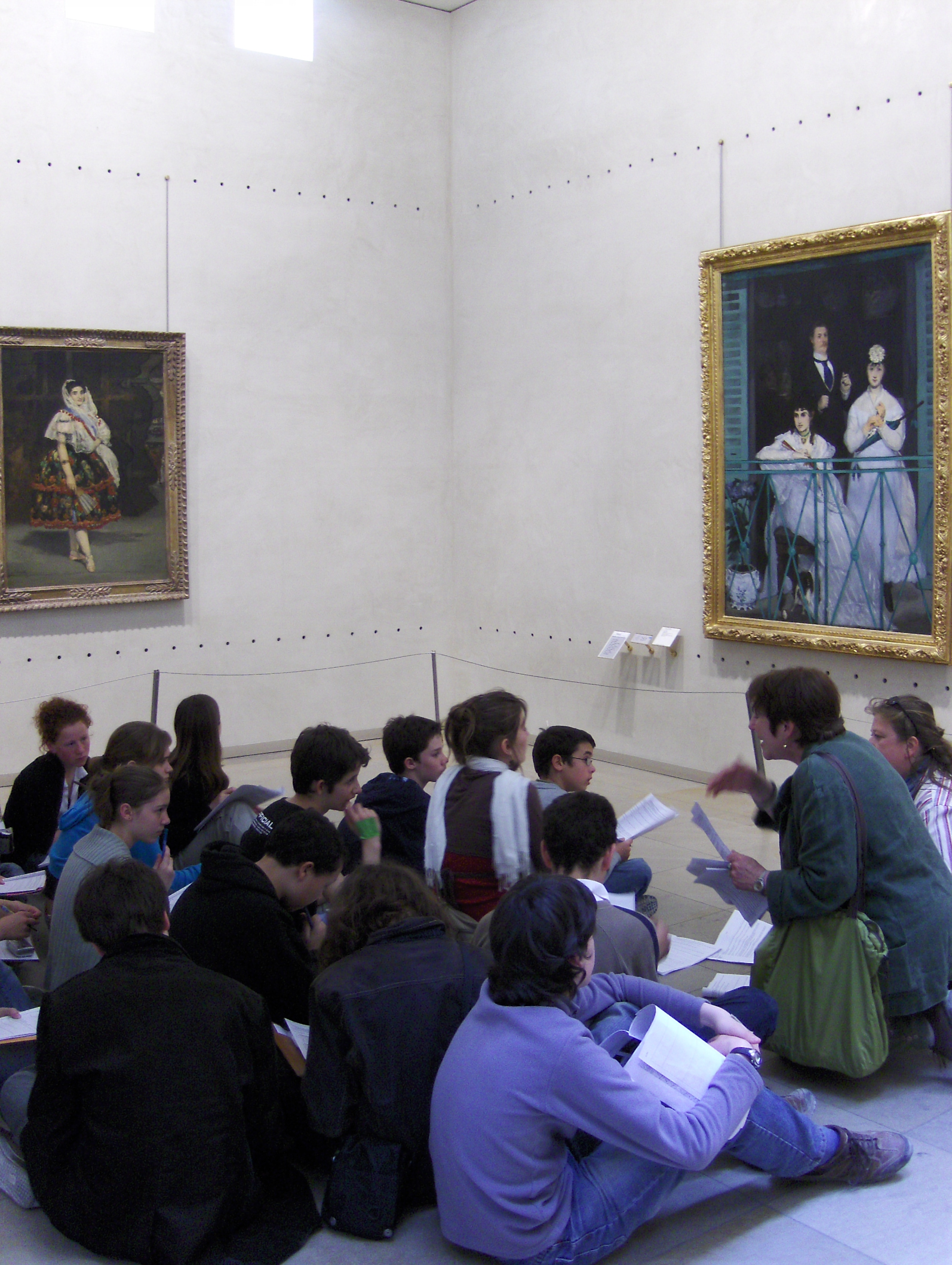
Schülergruppe im Musée d’Orsay in Paris

Die Museumspädagogik bzw. Museumsdidaktik hat zum Ziel, kulturelle Objekte und Inhalte in Ausstellungen und Museen möglichst vielen Menschen zu vermitteln und so der breiten Öffentlichkeit den Zugang zum kulturellen Erbe und gesellschaftliche Teilhabe zu ermöglichen. Museumspädagogik ist in allen Sparten musealen Sammelns verortet. In der Museumsdidaktik werden zielgruppengerechte Inhalte erarbeitet, die Menschen in ihrer jeweiligen Altersgruppe und gesellschaftlicher Stellung ansprechen sollen.

## Begriff
Der Begriff der Museumspädagogik wird häufig verkürzt und lediglich auf die Betreuung von Kindern und jugendlichen Museumsbesuchern angewandt. Tatsächlich widmet sich die heutige Museumspädagogik jedoch allen Gruppen von Museumsbesuchern. Zudem verbindet man mit Pädagogik eher Begriffe wie Erziehung und Lehre. Noch immer sind zwar Kinder für viele Museen eine wichtige Zielgruppe für die Angebote von Bildung und Vermittlung, doch gewisse Angebote richten sich auch an bestimmte Erwachsenengruppen, beispielsweise Lehrer und Senioren. Neuerdings sind  zudem Inklusion, Integration und digitale Bildung relevante Themen.

## Verankerung in den Museen
Vor dem Hintergrund dieser Debatte ist die Verortung der Museumspädagogik von Haus zu Haus sehr unterschiedlich. So gibt es neben Museen mit einer klassischen museumspädagogischen Abteilung Museen, die lediglich eine Kommunikationsabteilung haben, die die gesamte nach außen gerichtete Kommunikation (Öffentlichkeitsarbeit, Vermittlungsarbeit etc.) des jeweiligen Museums abwickelt, sowie Museen, die einen Besucherservice anbieten. Andernorts spricht man bewusst nur noch von „Kulturvermittler“ und ist von der Bezeichnung Museumspädagoge gänzlich abgekommen.
In Großstädten gibt es neben den „normalen“ museumspädagogischen Abteilungen der Museen häufig noch übergeordnete museumspädagogische Dienste, die gemeinsam mit den Museen eigene Vermittlungsangebote anbieten.
Die Einbindung museumspädagogischer Abteilungen in die Ausstellungsplanung ist neben der „normalen“ Vermittlungsarbeit ein weiteres wichtiges Arbeitsgebiet der Museumspädagogen. Sie wird jedoch in der Praxis häufig vernachlässigt.

## Vergleich von Schul- und Museumspädagogik
Im Vergleich mit der Schulpädagogik ergibt sich für die Museumspädagogik (sofern man unter ihr mehr als das Führen von Schulklassen durch das Museum versteht) ein grundsätzlich anderer Ansatz. Steht in der Schulpädagogik die langfristige Wissensvermittlung vor dem Hintergrund der allgemeinen Schul(besuchs)pflicht im Vordergrund, kann die Museumspädagogik von einem grundsätzlich freiwilligen Besuch der Museumsbesucher und so auch von einem tendenziell aufgeschlosseneren Publikum ausgehen. Im Vordergrund steht dabei die momentane Auseinandersetzung mit den Ausstellungsgegenständen des Museums, ihrer Geschichte und den davon ausgehenden Wechselwirkungen mit dem persönlichen Erfahrungsschatz des Besuchers. Problematisch für die Museumspädagogik ist der häufig nur über kurze Zeit bestehende Kontakt zu den Besuchern, eine Situation, der die Museen durch diverse Aktivitäten zur Besucherbindung entgegenzuwirken versuchen. Neben dem Ansatz, über die traditionellen Besucherschichten hinaus auch Kinder und Jugendliche durch Museumspässe und Fördervereine stärker an das jeweilige „Haus“ zu binden, dürfte das Internet zu einem auch in diesem Zusammenhang immer wichtiger werdenden Medium werden.

## Beispiele
Als Beispiel für museumspädagogische Angebote können integrative Angebote für Menschen mit geistiger Behinderung gelten, wie sie beispielsweise von den museumspädagogischen Diensten am Überseemuseum Bremen und an Kölner Museen angeboten werden. Dabei werden Themen oft projektartig in handlungsorientierter Form erarbeitet.

## Aus- und Weiterbildung
Der Beruf des Museumspädagogen kann durch eine klassische schulische oder betriebliche Ausbildung nicht erworben werden. Allerdings gibt es verschiedene Möglichkeiten, sich für den Beruf zu qualifizieren. So sind die Studiengänge Museumskunde (Bachelor) sowie Museumsmanagement und -kommunikation (konsekutiver Master) an der HTW Berlin (FH), Museologie (Bachelor) sowie Museumspädagogik (weiterbildender Master) an der HTWK Leipzig (FH), Museologie und materielle Kultur (Bachelor) und Museumswissenschaft (Master) an der Julius-Maximilians-UniversiAtät Würzburg und Kulturpädagogik zu nennen. Des Weiteren ist es möglich, sich mit einer Grundausbildung durch Weiterbildungen zu qualifizieren, wie beispielsweise der Ergänzungsstudiengang „Museum und Ausstellung (M.A.)“ der Universität Oldenburg oder der berufsbegleitenden Weiterbildung Museumspädagogik am Kölner Institut für Kulturarbeit und Weiterbildung. Üblicherweise führt außerdem ein i. d. R. zweijähriges wissenschaftliches Volontariat zu diesem Beruf.

## Arnold-Vogt-Preis für museumspädagogische Forschungen
Die Hochschule für Technik, Wirtschaft und Kultur Leipzig, Fakultät Medien, vergibt seit 2006 jährlich den mit 1000 Euro dotierten Arnold-Vogt-Preis für Museumspädagogik als Auszeichnung für praxisrelevante, innovative Forschungsergebnisse auf diesem Gebiet. Der Förderpreis richtet sich an alle Absolventen von Universitäten und Fachhochschulen im deutschen Sprachraum, deren Abschluss- oder Qualifikationsarbeiten sich mit Museumspädagogik befassen – verstanden als personale Kommunikation, Bildungsarbeit in Museen oder Gedenkstätten für unterschiedlichste Zielgruppen. Diplom-, Magister-, Doktorarbeiten, Bachelor- und Master-Thesen sind gleichberechtigt zugelassen unter der Voraussetzung, unveröffentlicht zu sein.

## Institutionen und Verbände (Auswahl)
- Bundesverband Museumspädagogik mit den zusammengeschlossenen Landes- und Regionalverbänden sowie Fachgruppen
  - Regionalverband Museumspädagogik Nord e. V.
  - Länderverband Museumspädagogik Ost e. V.
  - Landesverband Museumspädagogik NRW e. V.
  - Regionalverband Museumspädagogik Südwest e. V.
  - Verein für Museumspädagogik Baden-Württemberg e. V.
  - Landesverband Museumspädagogik Bayern e. V.
  - Fachgruppe Barrierefreie Museen und Inklusion
  - Fachgruppe Generation 60plus
  - Fachgruppe Internationales
  - Fachgruppe Kinder und Jugendliche im Museum
  - Fachgruppe Digitale Bildung und Vermittlung in Museen
- Museumsdienst Köln
- Bayerische Museumsakademie
- Museumspädagogisches Zentrum München (MPZ)
- Kunst- und Kulturpädagogisches Zentrum der Museen in Nürnberg (KPZ)

## Bedeutende Museumspädagogen
- Alfred Lichtwark
- Oskar von Miller
- Georg Kerschensteiner
- Adolf Reichwein
- Hugo von Tschudi